# Catriona McPherson
Pour les articles homonymes, voir McPherson.
Catriona McPherson, née en 1965 à South Queensferry, en Écosse, est une femme de lettres britannique, auteure de plusieurs romans policiers historiques.

## Biographie
Elle fait des études à l'université d'Édimbourg, où elle obtient une maîtrise en linguistique et en anglais. Elle travaille ensuite quelques années dans le réseau public des bibliothèques d'Édimbourg, avant d'entreprendre et d'achever un PhD en sémantique. Après avoir donné quelques cours à l'université, elle abandonne l'enseignement et s'installe avec son mari dans une ferme du Galloway pour se consacrer entièrement à l'écriture. Elle vit maintenant dans le nord de la Californie.
En 2005, elle publie After the Armistice Ball, un whodunit qui se déroule en Écosse juste après la fin de la Première Guerre mondiale et ayant pour héros Dandy Gilver, un aristocrate efféminé. Ce titre inaugure une série d'enquêtes policières où Dandy Gilver est confronté à l'évolution des mœurs et des idées au cours des années 1920. Appartenant à cette série, The Proper Treatment of Bloodstains (2009) remporte le prix Macavity du meilleur roman policier historique et Unsuitable Day for a Murder (2010) est lauréat du prix Agatha 2012 du meilleur roman policier historique.
En 2013, Catriona McPherson fait paraître As She Left It, roman qui lui vaut le prix Anthony 2014 du meilleur livre de poche original, récompense qu'elle remporte à nouveau en 2015 avec The Day She Died, paru en 2014.

## Œuvre

### Romans signés Catriona McPherson

#### SérieDandy Gilver
- After the Armistice Ball (2005)
- The Burry Man's Day (2006)
- Bury Her Deep (2007)
- The Winter Ground (2008)
- The Proper Treatment of Bloodstains (2009)
- Unsuitable Day for a Murder (2010)
- Bothersome Number of Corpses (2012)
- Deadly Measure of Brimstone (2013)
- The Reek of Red Herrings (2014)
- The Unpleasantness in the Ballroom (2015)
- A Most Misleading Habit (2016)
- Dandy Gilver and a Spot of Toil and Trouble (2017)
- A Step So Grave (2018)
- The Turning Tide (2019)
- The Mirror Dance (2020)
- The Edinburgh Murders (2025)

#### SérieLexy Campbell
- Scot Free (2018)
- Scot and Soda (2019)
- Scot on the Rocks (2021)
- Scot Mist (2021)
- Scot in a Trap (2022)
- Hop Scot (2023)
- Scotzilla (2024)

#### Autres romans
- As She Left It (2013)
- The Day She Died (2014)
- Come to Harm (2015)
- The Child Garden (2015)
- Quiet Neighbors (2016)
- The Weight of Angels (2017)
- House. Tree. Person. (2017)
- Go to My Grave (2018)
- Strangers at the Gate (2019)
- A Gingerbread House (2021)
- In Place of Fear (2022)
- Deep Beneath Us (2024)

### Romans signés Catriona McCloud
- Growing Up Again (2007)
- Straight Up (2008)

### Nouvelle
- Cookink with Crimespree (2015)

### Autre ouvrage
- Existence and Truth in Discourse (2002)

## Prix et distinctions

### Prix
- Prix Agatha 2012 du meilleur roman historique pour Unsuitable Day for a Murder[2]
- Prix Anthony 2014 du meilleur livre de poche original pour As She Left It[3]
- Prix Anthony 2015 du meilleur livre de poche original pour The Day She Died[3]
- Prix Agatha 2017 du meilleur roman historique pour The Reek of Red Herrings[2]
- Prix Lefty 2019 du meilleur roman policier humoristique pour Scot Free[4]
- Prix Lefty 2020 du meilleur roman policier humoristique pour Scot and Soda[4]
- Prix Lefty 2021 du meilleur roman policier humoristique pour The Turning Tide[4]
- Prix Anthony 2023 du meilleur roman policier humoristique pour Scot in a Trap[3]

### Nominations
- Prix Edgar-Allan-Poe 2015 du meilleur livre de poche original pour The Day She Died[5]
- Prix Macavity 2015 du meilleur roman pour The Day She Died[6]
- Prix Macavity 2016 du meilleur roman pour The Child Garden[6]
- Prix Anthony 2016 du meilleur roman pour The Child Garden[3]
- Prix Mary Higgins Clark 2020 pour Strangers at the Gate[7]
- Prix Anthony 2020 du meilleur livre de poche original pour Scot and Soda[3]
- Prix Agatha 2020 du meilleur roman historique pour The Turning Tide[2]
- Prix Macavity 2016 du meilleur roman historique pour The Turning Tide[6]
- Prix Lefty 2022 du meilleur roman policier historique pour The Mirror Dance[4]
- Prix Agatha 2022 du meilleur roman policier historique pour In Place of Fear[2]
- Prix Lefty 2023 du meilleur roman policier humoristique pour Scot in a Trap[4]
- Prix Lefty 2023 du meilleur roman policier historique pour In Place of Fear[4]
- Prix Anthony 2023 du meilleur roman policier historique pour In Place of Fear[3]
- Prix Macavity 2023 du meilleur roman historique pour In Place of Fear[6]
- Prix Lefty 2024 du meilleur roman policier historique pour Hop Scot[4]
- Prix Lefty 2025 du meilleur roman policier historique pour 	Scotzilla[4]
- Prix Anthony 2025 du meilleur roman policier historique pour The Witching Hour[3]
- Prix Anthony 2025 du meilleur roman policier humoristique pour Scotzilla[3]